# Mamuka II Dadiani
Mamuka II (Manuchar II) Dadiani, fou mtavari de Mingrèlia del 1791 al 1793. Era fill Katsia II Dadiani i va rebre el principat de Salipartiano el 1788. El 1791 va enderrocar a son germà gran Grigol Dadiani, però el seu germà petit Tariel Dadiani va fer el mateix amb ell el 1793. Es va casar amb una filla del príncep Shirvashidze d'Abkhàzia i després amb Anna, filla del príncep Kakhaberidze-Chijavadze. Va morir el 1804.